# Bella Coola
Bella Coola (Bellacoola, Nuxalk).- Pleme Salishan Indijanaca sa sjeverne obale rijeke Bella Coola što teče s Rocky Mountainsa u Pacifik i na North Bentinck Arm (arm= rukavac), South Bentinck Arm, Burke i Dean Channela i rijeke Dean u Britanskoj Kolumbiji, Kanada. 
Jezik Bella Coola srodan je jezicima Coast Salisha, po materijalnoj kulturi, ceremonijama i mitologiji pokazuju sličnost Heiltsuq Indijancima, iz grupe Kwakiutla, dok socijalna struktura opet nalik Coast Salishima. Bella Coola populacija iznosila je oko 5 000 u vrijeme kontakta s Europljanima ali im je broj reduciran u 19. stoljeću zbog uvoznih bolesti na svega 1 000, ali danas ipak polako raste. 
Naselja Bella Coola su permanentna, sastoje se od drvenih kuća koje nastanjuju brojne obitelji. Drvorezbarstvo tipično Sjeverozapadnoj obali, uključujući spomenute kuće, totemske stupove, cedrove maske, kanue i nepromočive kutije, također je razvijeno. Odjeća i košare izrađuju se od cedrovine i omorike. Temelj prehrane je riba, a nadopunjavaju je i lovom i sakupljanjem bobica i kopanjem korijenja. Losos se lovi ljeti, jede se svjež ili dimljen. Ulje dobiveno iz ribe-svijeće (candlefish, eulachon, hooligan; Thaleichthys pacificus) služi im kao začin, a ovom ribom Indijanci i trguju s plemenima u zaleđu. 
Kulturu obilježavaju i tajna društva i potlatch. 

## Ime
Ime Bella Coola, fonetski pisano i Bi'lxula dolazi iz jezika Kwakiutla ali je nepoznatog značenja. Canadian Indian Office ranije ih je nazivao Tallion Nation, prema imenu jednog od gradova. Ime Nuxalk dolazi od naziva za Bella Coola valley.

## Sela
Sela: (prema McIlwraith): Aimats, Aketi, Anutlitlk, Anutskwakstl, Aseik, Asenane, Asktlta, Atlklaktl, Ikwink, Kadis, Kameik, Kankilst, Koapk, Komkutis, Kwiliutl, Nuekmak, Nuhwilst, Nuiku, Nukaakmats, Nukits, Nuskapts, Nuskek, Nuskelst, Nutal, Nutltleik, Nutskwatlt, Okmikimik, Ososkpimk, Satsk, Senktl, Setlia, Siwalos, Skomeltl, Snoönikwilk, Snutele, Snutlelelatl, Stskeitl, Stuik, Talio, Tasaltlimk, Tciktciktelpats, Tlokotl, Tsaotltmem, Tsilkt, Tsomootl. (Prema Boasu): Aseik, Asenane, Atlklaktl, Koapk, Koatlna, Komkutis, Noutchaoff, Nuiku, Nukaakmats, Nukits, Nusatsem, Nuskek, Nuskelst, Nutltleik, Osmakmiketlp, Peisela, Sakta, Satsk, Selkuta, Senktl, Setlia, Slaaktl, Snutele, Snutlelatl, Sotstl, Stskeitl, Stuik, Talio, Tkeiktskune, Tskoakkane, Tsomootl

## Povijest
Prvi puta Bella Coole dolaze u kontakt 1793. kada ih posječuje kapetan George Vancouver i Alexander Mackenzie. Utemeljenjem postaje Hudson Bay (1843) dolaze pod znatniji utjecaj bijelaca a 1862. pogađa ih i epidemija boginja. William Henry Pierce rođen u Fort Rupertu (1856.) dolazi 1883. među njih na poziv poglavice Chief Tom Henry i podiže metodističku misiju, čime počinje misionizacija Bella Coola.

## Bella Coola danas
Bella Coola danas (njih oko 900 prema NAHDB) kao Nuxalk Nation žive na rezervatima Bella Coola I.R. No. 1.; nenastanjene rezerve:  Skowquiltz River I.R. No.3 i Chatscah No. 2.

## Vanjske poveznice
- Bella Coola (dječja stranica)  Arhivirana inačica izvorne stranice od 1. siječnja 2007. (Wayback Machine)
- Bella Coola  Arhivirana inačica izvorne stranice od 1. rujna 2006. (Wayback Machine)